# Laada
Laada también conocida con el título en inglés The Tradition es una película de Burkina Faso filmada en colores dirigida por Drissa Toure sobre su propio guion que se exhibió el 8 de septiembre de 1991 en el Festival Internacional de Cine de Toronto y tuvo como protagonistas a Tidjane Sanou, François de Sale Naba, Tidjane Hema y Lacina Sanou. Se exhibió comercialmente recién el 25 de febrero de 1998 en Francia.
El filme se estrenó en el Festival de Cine de Cannes de 1991 con gran éxito de crítica y obtuvo el Premio Ercidan de 1991 en el Festival Panafricano de Cine y Televisión de Uagadugú FESPACO.

## Síntesis
A través de la historia de tres jóvenes la película muestra el choque de la  modernidad de la gran ciudad con las tradiciones de una población.

## Reparto
- Tidjane Sanou
- François de Sale Naba
- Tidjane Hema
- Lacina Sanou
- Alphonse Dakie Sanou

## Críticas
Videau André opinó:

” El título...no deja dudas sobre la ausencia de originalidad y hace presagiar un alegato convencional, forzosamente conservador y moralista, a favor de la protección de la identidad vinculada a las costumbres rústicas. La feliz sorpresa proviene del matiz, ciertamente a veces confuso y torpe, que el autor ha querido introducir en su propuesta. Los tres amigos que a la salida de su adolescencia rechazan la vida vegetativa que les aguarda, Sina…quiere comprender y conciliar la tradición…con los aportes benéficos de la civilización…Do y Demba, atraídos como mariposas por las luces de la ciudad…aprenden a robar y retornan motorizados y cargados de regalos para todos, incluyendo una regadera. Pero El Dorado no va a tardar en descubrirse y a mostrar sus estragos en su comportamiento de jóvenes presumidos y cínicos…Una película estimable…que a pesar de los medios sin duda limitados, se esfuerza por salir de los modelos habituales. Aquí y allá la vida no es rosa y las elecciones son difíciles, comprometidas e imperfectas.

Ange-Dominique Bouzet escribió:

”Laada es el derecho consuetudinario que rige la localidad...una fortaleza de la tradición que la modernidad está erosionando devastadoramente. Al llegar a la edad de las ceremonias de iniciación, Do y Demba prefieren buscar fortuna en la ciudad en lugar de explorar el conocimiento ancestral. Volverán exhibiendo los signos externos de un éxito (motocicletas, jeans) adquiridos demasiado rápido para ser honestos....con Sina, un joven menos aventurero… el espectador...recibe como una visita  guiada de la vida cotidiana (caza, juegos infantiles, teñido de telas, fabricación de ladrillos, etc.), "aliviado" de algunas secuencias de iniciación cuya vulgaridad no constituye lo mejor de la película. El filme vale más por su simplicidad, su cambio de modelo, su intento -no exento de sutileza- para indicar un camino de aprendizaje a un mundo de la apertura (aprender a leer), de la paciencia (cultivar un jardín) y de la tolerancia.”